# Campodorus maculicollis
Campodorus maculicollis är en stekelart som först beskrevs av Stephens 1835.  Campodorus maculicollis ingår i släktet Campodorus och familjen brokparasitsteklar. Arten är reproducerande i Sverige. Inga underarter finns listade.